# Émile Courrière
Pour les articles homonymes, voir Courrière (homonymie).
Émile Courrière, né en 1888 et mort en 1946, était un syndicaliste des PTT. Ancien dirigeant de la Fédération postale de la CGT, il suivit René Belin dans son parcours vers le Régime de Vichy et la collaboration.
Agent puis contrôleur-adjoint des PTT, travaillant aux services ambulants de la ligne du Paris-Lyon-Méditerranée Emile Courrière est un actif syndicaliste dans sa corporation. Secrétaire-adjoint du Syndicat national des agents depuis 1928, il est élu secrétaire général de la Fédération nationale des travailleurs des PTT-CGT, lors du 6e congrès de celle-ci en 1932. Il détient cette fonction jusqu'au congrès suivant, tenu en juin 1934. En 1931 et 1933, il est aussi membre de la C.A. de la CGT. Au sein de l'administration des PTT, élu en 1933 membre suppléant du Conseil supérieur des PTT, il siège dans cette instance consultative en tant que membre titulaire, en 1935 et 1936. Il y représente le syndicat des agents (CGT). En avril 1935, il est nommé par le ministre des PTT Georges Mandel membre du Conseil supérieur de la Radiodiffusion, qui vient d'être créé. Collaborateur régulier du quotidien syndical Le Peuple, il participe à partir de 1936 au journal de la tendance animée par René Belin, Syndicats.
En juillet 1940, il est le chef du cabinet particulier de René Belin, ministre de la Production industrielle et du Travail nommé par Pétain. Il reste au ministère du Travail quand le poste est détenu par Hubert Lagardelle.